# فرودگاه تنسبرگ، ایالشبرگ
فرودگاه تنسبرگ، ایالشبرگ  (به انگلیسی: Tønsberg Airport, Jarlsberg) (به زبان بومی: Tønsberg lufthavn, Jarlsberg) یک فرودگاه خصوصی است که یک باند فرود آسفالت دارد و طول باند آن ۸۰۰ متر است. این فرودگاه در کشور نروژ قرار دارد و در ارتفاع ۱۰ متری از سطح دریا واقع شده است.